# Sendhil Ramamurthy
Sendhil Amithab Ramamurthy, dit Sendhil Ramamurthy, né le 17 mai 1974 à Chicago (Illinois, États-Unis) est un acteur américain.

## Biographie
Sendhil est né de parents indiens, tous les deux médecins et originaires du Tamil Nadu, en Inde. Lui et sa sœur, également médecin, ont grandi à San Antonio, au Texas où Sendhil étudie, dans la Keystone School où il obtient son diplôme en 1991 ; par la suite, il fut également diplômé de l'université Tufts en 1996. En 1999, il épousa Olga Sosnovska, elle-même actrice avec qui il a eu une fille, Halina et un fils, Alex.
Le désir de devenir acteur lui vient durant ses études de médecine à l'université Tufts où il rejoint la fraternité Theta Delta Chi (ΘΔΧ). Après avoir joué dans quelques pièces de théâtre, il rejoint la Webber Douglas Academy of Dramatic Art où il est diplômé en 1999.

## Carrière
Sendhil est apparu dans quelques productions théâtrales comme Servant of Two Masters, Indian Ink ou Fish and Chips (East Is East). À la télévision, il apparait dans plusieurs productions et séries télévisées dont Casualty, Ultimate Force, Grey's Anatomy et Numb3rs. Il est apparu dans l'émission télévisée The Tonight Show, présentée par Jay Leno le 25 janvier 2007.
Il décida de ne plus passer d'auditions pour les rôles d'Indiens stéréotypés, bien qu'il eût de nombreuses offres. Son rôle dans la série télévisée Heroes fut celui qui le rendit célèbre, il y jouait Mohinder Suresh. Il est désormais à l'affiche de la série télévisée Covert Affairs aux côtés de Piper Perabo sur la chaîne américaine USA Network.
En 2013, il rejoint la distribution de la nouvelle série de la CW Beauty and the Beast dans le rôle de Gabe Lowen, substitut du procureur.

## Filmographie

### Cinéma
- 2001 : Little India : Naveen
- 2001 : Death, Deceit & Destiny Aboard the Orient Express : Nikki
- 2005 : Thanks to Gravity ; Sajan
- 2006 : Blind Dating : Arvind
- 2009 : The Slammin' Salmon : Marlon Specter
- 2010 : It's a Wonderful Afterlife : D S Raj Murthy
- 2011 :  Shor in the City : Abhay
- 2013 : The Lifeguard de Liz W. Garcia : Raj
- 2013 : Brahmin Bulls : Sid Sharma
- 2015 : A Momentary Lapse of Reason : Sonny Reddy
- 2018 : After Everything de Hannah Marks et Joey Power

### Télévision
- 2000 : Au commencement... (In the Beginning) : Adam
- 2001 : Casualty : Ron Montague
- 2002 : Ultimate Force : Caporal Alex Leonard
- 2002 : Haine et Passion (The Guiding Light)
- 2004 : My Sexiest Mistake : Ronald
- 2005 : Grey's Anatomy : Un interne
- 2005 : Numb3rs
- 2006 : The Evidence : Dr Dhruv Sharan
- 2006 - 2010 : Heroes : Mohinder Suresh
- 2009 : Psych : Enquêteur malgré lui : Rajesh « Raj » Singh
- 2010 - 2012 : Covert Affairs : Jai Wilcox
- 2012 : Les Experts : Miami (CSI: Miami) : Raj Andari
- 2012 - 2013 : The Office : Ravi
- 2012 - 2014 : Beauty and the Beast : Substitut du procureur Gabriel « Gabe » Lowen
- 2014 : Unforgettable : Philip (saison 2, épisode 2)
- 2015 : Heroes Reborn :  Dr. Mohinder Suresh[2]
- 2016-2017 : Lucky Man (Stan Lee's Lucky Man) : Nikhail Julian
- 2017 : New Amsterdam : Dr Akash Panthaki
- 2018 : MacGyver : Samir
- 2018 : Reverie : Paul Hammond
- 2019 - 2020 : Flash : Dr Ramsey Rosso / Bloodwork
- 2020 : Mes premières fois : Mohan Venkatesan
- 2022 : Doom Patrol
- 2023 : Chair de poule ,disparition : Dr Avi Pamani

## Voix françaises
En France, Stéphane Fourreau est la voix française régulière de Sendhil Ramamurthy.
En France
| - Stéphane Fourreau dans : - Blind Dating - Heroes (série télévisée) - Psych : Enquêteur malgré lui (série télévisée) - Covert Affairs (série télévisée) - Les Experts : Miami (série télévisée) - Beauty and the Beat (série télévisée) - Heroes Reborn (série télévisée) - Lucky Man (série télévisée) - Elementary (série télévisée) - MacGyver (série télévisée) - New Amsterdam (série télévisée) - Flash (série télévisée) | Et aussi - Bruno Forget puis Charles Borg dans The Office (série télévisée) - Marc Arnaud dans Mes premières fois (série télévisée) - Benjamin Pascal dans Chair de poule (série télévisée) |